# Kamloops—Shuswap—Central Rockies
Circonscription électorale fédérale du Canada
Kamloops—Shuswap—Central Rockies est une circonscription électorale fédérale canadienne de la Colombie-Britannique située dans les Montagnes Rocheuses dans l'est de la province. Elle contient une partie de la ville de Kamloops, une grande partie du district régional de Columbia-Shuswap et des parties des districts régionaux de North Okanagan et de Thompson-Nicola. 
Elle est créée en 2023 de parties des anciennes circonscriptions de Kamloops—Thompson—Cariboo,  Kootenay—Columbia et Okanagan-Nord—Shuswap. 
Les circonscriptions limitrophes sont : 
- au nord : Prince George—Peace River—Northern Rockies
- au nord-est : Yellowhead (Alberta)
- au sud-est : Columbia—Kootenay—Southern Rockies
- au sud : Vernon—Lake Country—Monashee
- au sud-ouest et à l'ouest : Kamloops—Thompson—Nicola[5].

## Députés
| Législature | Années        | Député | Député     | Parti        |
| --- | ------------- | ------ | ---------- | ------------ |
| Kamloops—Shuswap—Central Rockies issue de Kamloops—Thompson—Cariboo, Kootenay—Columbia et Okanagan-Nord—Shuswap |               |        |            |              |
| 45e | 2025–en cours |        | Mel Arnold | Conservateur |

## Résultats électoraux
Modèle:Élection générale canadienne de 2025 — Kamloops—Shuswap—Central Rockies